# Christiane Latendorf
Christiane Latendorf (* 12. Dezember 1968 in Anklam) ist eine deutsche Malerin.

## Leben
Christiane Latendorf absolvierte nach ihrer Lehre zur Apotheken-Facharbeiterin von 1988 bis 1991 ein Studium zur Pharmazie-Ingenieurin in Leipzig. Parallel dazu absolvierte sie ein Abendstudium an der Hochschule für Grafik und Buchkunst Leipzig. In Dresden studierte sie von 1992 bis 1997 Malerei und Grafik an der Hochschule für Bildende Künste (HfBK) mit dem Abschluss als Diplom Malerin und Grafikerin bei Ralf Kerbach. An der HfBK wurde Horst Leifer ihr wichtigster Lehrer und Förderer. Christiane Latendorf lebt in Dresden.

## Ausstellungen

### Einzelausstellungen
- 1987: Theater Anklam und im Gymnasium Anklam
- 1988: Zeichnungen im Klinikum Neubrandenburg
- 1995: „Von und zu Gipsberg“ Galerie im Panoramamuseum Bad Frankenhausen mit Michael Schwill
- 1996: Dresdner Zentrum für zeitgenössische Musik
- 1997: Diplomausstellung an der Hochschule für Bildende Künste Dresden
- 1997: „Rest“ Galerie Adlergasse Dresden
- 1999: „Frühlingsboot“ Club Marie Dresden
- 1999: Club „in via“ Anklam
- 2000: „Pipin“ Galerie Budissin – Kunstverein Bautzen e.V.
- 2000: „Warte“ Theater Anklam
- 2001: „Scherbart“ Kunstpavillon Heringsdorf – Usedomer Kunstverein e.V., Postkartenheft zur Ausstellung
- 2001: Galerie Weise Chemnitz
- 2001: Ernst-Rietschel-Haus in Pulsnitz
- 2002: „Hüterin des Einhorns“ in Galerie Mitte Dresden mit Videodokumentation zur Vernissage
- 2002: Galerie Hofmann & Kyrath in Berlin zusammen mit Hans Scheib
- 2002: „Hin und Her“ Schloss Neschwitz
- 2003: Kunstgut Schmiedenfelde
- 2003: „Wiederkehr“ Landesärztekammer Dresden
- 2003: Galerie Weise Chemnitz zusammen mit Peggy Albrecht
- 2003: „Ohne Engel geht gar nichts“ Regierungspräsidium Dresden, Laudatio Dieter Hoffmann, Videodokumentation Roland Urban
- 2004: „Überdacht“ Galerie Profil Weimar
- 2004: Galerie „Die Treppe“ im Gymnasium Anklam
- 2004: „Gibli“ Kunstlade Zittau
- 2005: „Expart“ Torhausgalerie Braunschweig, Videodokumentation der Vernissage
- 2006: „Berauschender Frühling“ Galerie Mitte Dresden, Videodokumentation
- 2007: „Flügelschlag der Seele“ Kunstverein Gundelfingen e.V. bei Freiburg im Breisgau
- 2007: Malerei, Rosementis Bautzen
- 2008: „3 Kreuze im Wind“ in der Galerie „arte deposito“ im Herrenhaus Libnow
- 2008: „Im Kreis der Dinge“ Galerie in der Burg Klempenow
- 2009: „Erkennbare Zeit“ im Ernst-Rietschel-Haus in Pulsnitz, Laudatio Uwe Kolbe, Katalog zur Ausstellung
- 2009: „Gesichter des Lebens“ Galerie am Plan, Pirna
- 2009: „Kleiner Reigen“ Gedächtnisatelier Horst Leifer, Sanz Hof III
- 2010: „Form braucht Zeit“ Galerie Klinger, Görlitz
- 2010: „Stückgut“ Galerie Mitte Dresden, Videodokumentation der Vernissage
- 2011: „Zeichen und Zustände“ Landgericht Bautzen, Laudatio Dr. Heiner Protzmann
- 2011: „Sommergäste II“ Frauenstein
- 2011: „Beseelte Bilder“ Köln
- 2011: „Global Kontakt“ Museum Pfefferkuchen Schauwerkstatt Pulsnitz
- 2012: „Gute Wünsche“, Kreative Werkstatt, Dresden
- 2012: „Umrundet“, Galerie Refugium, Zinnowitz
- 2012: „Zeichnungen und Bilder“, Internationaler Lungenkrebskongress ITOCD, Dresden
- 2012: „Paradiesgarten“, Galerie in der Kirche St. Johannis zu Lassan (Beteiligung)
- 2012: „Der fünfte Tag“, Galerie am Plan, Pirna (mit Hans Scheib)
- 2012: „Scherenschnitte“, Museum Pfefferkuchen Schauwerkstatt, Pulsnitz
- 2013: „In der Mitte“, Galerie Mitte, Dresden
- 2013: „Sicht · Weise“, Zahnärztehaus Dresden
- 2013: „Grünkraft“, SBW Sachsensolar AG, Dresden
- 2014: „Stille Momente“, Zahnärztehaus Stille, Ottendorf-Okrilla
- 2014: „Isoseiste“, Galerie am Damm, Dresden (mit Cvetanka Kirilova Schnorrbusch)
- 2014: „Zeitlose Form“, Galerie Arte Deposito, Herrenhaus Libnow (mit Jan-Pieter Nitzsche)
- 2014: „Dankbar“, AWIG Ehrlichstr. 3, Dresden
- 2014: „Herzblatt“, Galerie Himmelreich, Magdeburg  (mit Veröffentlichung des Buches „Herzblatt“)
- 2015: „Vom Staub zum Licht“, Villa Eschebach, Dresden
- 2015: „Drei Wünsche“, Galerie Drei, Dresden
- 2015: „Die doppelte Pyramide“, Galerie Dorf-Träff Opfikon, Zürich (mit Michael Schwill)
- 2015: „Wildes Wetter, Blauer Berg“, Galerie Refugium, Zinnowitz (mit Sibylle Leifer)
- 2015: „Wegeglück“, Galerie an Plan, Pirna (mit Veröffentlichung des Buches „Wegeglück“)
- 2016: „Ins Blaue Ewig Grün“, Galerie Ines Schulz, Dresden (mit Michael Schwill)
- 2016: „Abendrot“, Galerie Mutare, Berlin (mit Veröffentlichung des Heftes „Abendrot“)
- 2016: „Tragender Grund“, Kunstgehäuse, Dresden
- 2017: „Geliebtes Wesen“, Stadtgalerie Radebeul (mit Veröffentlichung des Heftes „Geliebtes Wesen“)
- 2018: „Glockenschlag der Seele“, Kunsthalle Pulsnitz
- 2019: „Tragender Grund“, Galerie Mitte, Dresden
- 2019: „Wechselndes Licht“ im Kabinett Galerie Himmel, Dresden
- 2019: „Zeitschichten“ ost-west-forum Gut Gödelitz e.V., Laudatio Prof. Dr. Wendelin Szalai
- 2020: „Gewachsen“ sowieso, Frauen für Frauen e.V., Dresden
- 2021: „Welt der Farben“ Galerie im Geißlerhaus, Bärenstein, Freundeskreis Geißlerhaus/Gymnasium Altenberg e.V.

### Gruppenausstellungen (Auswahl)
- 2001: Galerie im Neuen Sächsischen Kunstverein Dresden
- 2002 Sommergärten, mit Hans Scheib, Kurt Wanski und Peppe d’Angelo; Galerie Hofmann & Kyrath, Berlin
- 2004: „Vogelfrei“ im Ernst-Rietschel-Haus in Pulsnitz zusammen mit Hans Scheib, Videodok. der Vernissage
- 2005: „Im Paradiesgarten“ Kunstausstellung Kühl Dresden
- 2006: „Grüne Wolken – Blaues Band“ Kunstverein Freital e.V. zusammen mit Michael Schwill
- 2006: „Zwei Stimmen im Schnee“ im Ernst-Rietschel-Haus in Pulsnitz mit Horst Leifer
- 2006: „Begegnung mit Pirosmani“ in Tiflis, Georgien
- 2006: „Katze und Maus“ Kunsthaus Wrangelsburg
- 2007: „Wintergarten“ galerie drei, Dresdner Sezession 89 e.V.
- 2007: „Alles fließt“ Kreative Werkstatt Dresden e.V.
- 2010: Kunstscheune Barnstorf mit Sybille Leifer und Peter Lewandowski
- 2010: „Getrommelte Kurven“ mit Michael Schwill im Haus Schulenburg Gera, Laudatio Kathrin Lahl, DVD Dokumentation
- 2010: „Im Paradiesgarten“, Kreuzkirche Dresden
- 2010: „Edition Dresdner Grafikmarkt“, Dresden
- 2011: „Stillleben“, Galerie am Plan, Pirna
- 2011: „Positionen sächsischer Gegenwartskunst“, Villa Eschebach, Dresden
- 2011: „Dialoge“, X. Biennale der Gegenwartskunst in St. Petersburg (Russland)
- 2014: „Herbstgäste aus Sachsen“, Kunstverein Ibbenbühren mit Dresdner Künstlern
- 2015: „Künstler sehen Künstler“, Kunsthalle Pulsnitz
- 2018: „Wieder Sehen“ Kunst in der Villa Eschebach, Dresden
- 2019: „Das große Fest“ Jubiläumsausstellung 40 Jahre Galerie Mitte Dresden, 35 Jahre Karin Weber, Grußwort Annekatrin Klepsch, Kulturbürgermeisterin Dresden
- 2019: „Garten und Landschaft“ Jubiläumsausstellung 250 Jahre Garten und Park am Schloss Reinhardtsgrimma, Laudatio Dr. Jördis Lademann
- 2019: „Winterausstellung 2019“ Kunstpavillon Heringsdorf, Usedomer Kunstverein e.V.
- 2020: „Einfach Kommen - Jen Tak Prijit“ Galerie Drei, Dresden
- 2020: „Tandem - Von Angesicht zu Angesicht“ Galerie Drei, Dresden
- 2020: „Kunst geht in Gärten“ Radebeuler Lebensart
- 2020: „Jubiläumsausstellung“ 50 Jahre Ausstellungen im Kunstpavillon Heringsdorf
- 2021: „Frühlingsausstellung“ Kunstpavillon Heringsdorf, Usedomer Kunstverein e.V.

## Studienreisen
- ab 1997 jährlich: Indien
- 2006: Georgien, mit Gruppenausstellung „Begegnung mit Pirosmani“
- 2008: „Quansa“ Projektreise nach Äthiopien, unter Ausrichtung des Listros e.V. Berlin
- 2009: Ägypten, in die „Weiße Wüste“
- 2010: „Pirosmani III“, Georgien mit Gruppenausstellung in Tiflis
- 2010: Ägypten. in die „Weiße Wüste“
- 2011: St. Petersburg

## Kunst in öffentlichen Sammlungen
- 2003: Landesärztekammer Dresden
- 2004: Ankauf vom „Fonds für öffentliche Zwecke“ im Neuen Sächsischen Kunstverein e.V. Dresden
- 2004: Kupferstichkabinett Dresden

## Preise
- 1993: 2. Preis im Plakatwettbewerb der HfBK Dresden
- 1995: 1. Preis im Plakatwettbewerb zum Jahr der Toleranz (UNESCO, Planeta AG und HfBK Dresden)